# ElDLIVE宇宙警探
《élDLIVE宇宙警探》是日本漫畫家天野明所畫的少年漫畫。於2013年起在集英社旗下雜誌《Jump LIVE》和《少年Jump+》上連載。台灣由《寶島少年EX》創刊號開始連載。2016年3月3日公佈動畫化，並於2017年1月至3月內播放。

## 作品簡介
天野明於《家庭教師HITMAN REBORN!》完結後的連載作品，講述男子中學生當上宇宙警察的故事。最初在集英社的《JumpLIVE》上宣傳與開始連載，並發行了2冊單行本。其後於2014年9月22日《少年Jump+》創刊後移至其繼續連載，並再度發行3冊單行本。台灣則由東立出版社取得了代理權，並出版了4冊中文書籍。

## 登場人物

### 主要人物
九之瀨宙太（Kokonose Chyūta，聲：村瀨步（日語）；李蘭陵（漢語））
本作男主角。身高158公分、體重48公斤、7月20日生、血型O型。喜歡的東西是美美阿姨和新的食譜還有淺間神社，討厭的東西是以前的自己和多爾的落語還有眼藥水，單戀著美鈴卻被其視為變態。
城堀中學2年級的男學生。élDLIVE（宇宙警察）捜査2課成員，階級巡査。性格軟弱且沒有自信，擅長家務。能夠聽見其他人聽不到的「聲音」，在旁人看來就像是自言自語。後來得知「聲音」正是『共生體』，具有與「共生體」共同作戰的特殊能力。宙太命名為「多爾」。曾在山體滑坡事件後倖存，認為自己害死了朋友，抱持著強烈的罪惡感。
多爾（Dorū，聲：釘宮理惠（日語）；幽舞越山（漢語））
宙太的第四代共生體。水行星對應Drew Slit，型號為390。擁有自主意識，僅宙太能夠聽得到的不可思議「聲音」的主人。會不分場所地搭話，每當此時都會給宙太帶來困擾。實際上是名為「格里菲斯星人」的宇宙人所送來的「共生體」。
其方美鈴（Sonokata Misuzu，聲：早見沙織（日語）；葉知秋（漢語））
本作女主角。12月20日生，血型O型，城堀中學2年級的女學生。élDLIVE（宇宙警察）捜査2課成員，階級巡査。容姿端麗運動神經拔群的美少女。對於ēlDLIVE的任務忠實地服從，然而僅在面對宙太時會十分地毒舌。口頭禪是「無影無蹤（跡形もなく）」。使用敏銳的指環型SPH戰鬥。
是實驗『塔克拉瑪干計劃』的倖存者之一，一直長期服用藥物以控制，美鈴認為藥物是使用來適應周遭環境的。很討厭科學家Dr.拉烏。與貝羅妮卡、妮諾奇嘉為同期的成員，被搜查5課的貝羅妮卡警部補視為勁敵。

### élDLIVE（宇宙警探）

#### 太陽系方面署
雷恩·布里克（Rein Burikku，聲：鈴木達央（日語）；寶木中陽（漢語））
太陽系方面署署長。也是讓魯諾R的艦長，擁有很強的指揮能力。有著豪邁和意外地粗枝大葉的性格，卻是最快被提拔為署長的實力者。受到署員深厚的信賴。面對上司無可奈何的情況，但儘管如此也會確保自己的部下的安全。
奇普斯（Chippusu，聲：小林大紀（日語）；叮噹（漢語））
太陽系方面署署員。階級警部補。小型的三眼宇宙人。將宙太帶往ēlDLIVE的始作俑者。一喝綠茶就會醉。
貝羅妮卡·波羅茲維克（Beronika Borozuwikku，聲：飯田里穗（日語））
太陽系方面署捜査5課的領導人，階級警部補。非地球人，是庫休托星人的末裔。與其方美鈴、妮諾奇嘉為同期的成員。與單方面把其方美鈴視為勁敵，毒舌但是心其實不壞。
性格強勢，擅長用腳攻擊。平時會藏起頭髮，長出像角一樣的東西。
妮娜·米哈伊勞納·包羅爾（Nīna Mihairovuna Pāvurova，聲：Lynn（日語）；C小調（漢語））
太陽系方面署捜査第5課成員，階級巡査。簡稱妮諾奇嘉（ニノチカ）。與其方美鈴、貝羅妮卡為同期的成員。相對於貝羅妮卡顯得個性更加穩重且溫和。
使用SPH戰鬥時身體會變得有些暴露。自己對這一點非常害羞，所以留了一頭長髮。
Dr.拉烏（Dokutā Rabu）
聲：松岡禎丞（日語）；郝祥海（漢語）
「超天才的科學家」。本名塔克拉瑪干·斯托列恩基·拉烏（タクラマカン・ストレインジ・ラヴ）。年齡在500歲以上。與宙太等人見面時透過利用某種力量而身體外貌變回年輕的樣貌。
托恩托·亞特·托恩托（聲：松井惠理子（日語）；沈念如（漢語））
太陽系方面署署員。職位是操作員。有著綠色耳朵和尾巴的貓型女性外星人。拍蒼蠅技術相當高超。
伊薩克教授（聲：あべそういち（日語）；瞳音（漢語））
太陽系方面署專屬醫生。粉紅色的胖胖的外星人。相信宙太可以保護美鈴。
梅艾爾·里格斯（聲：松田健一郎（日語）；圖特哈蒙（漢語））
太陽系方面署副署長。黑色皮膚的大叔，喜歡喝石油。
麥克琳（聲：高橋未奈美（日語）；新月冰冰（漢語））
太陽系方面署署員。
梅里埃斯（聲：伊原正明（日語）；笑談（漢語））
太陽系方面署署員。SPH調査室勤務。三日月型宇宙人。
傑羅尼摩（聲：蜂須賀智隆（日語）；邢凱新（漢語））
太陽系方面署署員。二等巡査。
哈里（聲：NEEKO（日語）；沈念如（漢語））
三角頭的小型外星人。人員複數，全員統稱為哈里。
馬迪根
太陽系方面署搜查2課的課長。性格不是很好。
維加（聲：神谷浩史（日語））
太陽系方面署捜査4課的警部。動畫原創角色。

#### 本部
奇艾希（聲：成田劍（日語））
élDLIVE的總警視官。雷恩的上司。

#### MOTHERS
貝拉爾格（聲：木內秀信（日語）；郭盛（漢語））
MOTHERS的上級檢察官，相信太陽系方面署里有內奸而給雷恩施加壓力。最後被達利所殺。
達利·萊姆（聲：大久保利洋（日語））
貝拉爾格的部下，三隻眼睛的外星人，潛藏於太陽系方面署的內奸。

### 德米勒（犯罪組織）
溝口健（Mizoguchi Ken，聲：近藤隆、古城門志帆〔幼少期〕（日語）；王晨光（漢語））
德米勒艦艦長。宙太的兒時玩伴之一。綽號是「古馳」（グッチー ）。在山體滑坡事件之後失蹤。得知是巨大犯罪組織德米勒所救，後來效忠於德米勒。
德米勒Jr.（Demille Jr.，聲：落合福嗣（日語）；郭盛（漢語））
德米勒太陽系分部總司令。部下亦稱他朱尼亞大人（即Jr.）。
伽姆修星人（聲：阪口大助（日語））
C級犯罪者。伽姆修星人。

### él文明圈外（神秘集團）
KING
來自él文明圈外神秘集團的首領，性格相當冷淡。率領手下消滅了él文明內巨大犯罪組織德米勒。
多米托利克
神秘集團中的一員。戴著眼鏡的大叔，以集團裡的二把手自居。
阿魯巴
神秘集團中的一員。外表是一位紳士的男性，在KING心中有重要鞏固地位。
切利露
秘集團中的一員。留著黑色短髮的女性，性別實為雙性人。對宙太有好感。
達信
秘集團中的一員。皮膚為藍色的外星人，十分尊敬KING。
莉伊利
神秘集團中的一員。粉紅色頭髮的女性，熱衷於收集各式的衣服。
特蘭波
神秘集團中的一員。帶著鮮花帽子，是一位科學家，在集團中充當智囊的角色。

### 宇宙犯罪者
沙布羅爾星人（聲：松田健一郎（日語））
C級犯罪者。沙布羅爾星人。
早乙女（聲：伊藤静（日語））
偽裝成城堀中學的新任教師。
歐文（聲：森久保祥太郎（日語））

### 其他人物
九之瀨美美（Kyūnosera Mimi，聲：木村亞希子（日語）；四刀輝彰（漢語））
宙太的阿姨。經營著鬆餅店。非常關心宙太，甚至把宙太當自己的兒子撫養。
美智子（Michiyo）
宙太的兒時玩伴之一。在山體滑坡事件之後失蹤。
松太郎（Matsutarō，聲：大井麻利衣（日語））
宙太的兒時玩伴之一。在山體滑坡事件之後失蹤。
古馳的母親（聲：早水理沙（日語））
本名不明。在山體滑坡事件之後相當指責宙太，後來在古馳墓前向宙太道歉。
灘尚（聲：陶山章央（日語））
宙太的同班同學，很擅長踢足球。
立野
宙太的同班同學。
尤塔（聲：原奈津子（日語）；閻麼麼（漢語））

馬利（聲：上村彩子（日語）；沈念如（漢語））

小靜（聲：上村彩子（日語）；沈念如（漢語））
美鈴的校內好友。
小德（聲：古城門志帆（日語）；幽舞越山（漢語））
美鈴的校內好友。
早川雪宗（Hayakawa Yukimune）
只出現過名字。出現在美美拿的名片上。
武川老師
城堀中學的社會科教師。

## 作品用語
élDLIVE
宇宙警察。
MOTHERS
宇宙中事件的決策者。
SPH、Space Pheromone
空間費洛蒙，宇宙人的分泌物，可用來戰鬥。

## 出版書籍
| 卷數 | 集英社         | 集英社                 | 東立出版社     | 東立出版社             |
| 卷數 | 發售日期       | ISBN                   | 發售日期       | ISBN                   |
| ---- | -------------- | ---------------------- | -------------- | ---------------------- |
| 1    | 2013年12月4日  | ISBN 978-4-08-870887-4 | 2015年5月25日  | ISBN 978-986-431-209-2 |
| 2    | 2014年5月2日   | ISBN 978-4-08-880116-2 | 2015年6月26日  | ISBN 978-986-431-210-8 |
| 3    | 2015年2月4日   | ISBN 978-4-08-880288-6 | 2015年7月27日  | ISBN 978-986-431-211-5 |
| 4    | 2015年8月4日   | ISBN 978-4-08-880537-5 | 2016年1月15日  | ISBN 978-986-462-044-9 |
| 5    | 2016年3月4日   | ISBN 978-4-08-880595-5 | 2016年8月26日  | ISBN 978-986-365-061-4 |
| 6    | 2016年8月4日   | ISBN 978-4-08-880768-3 | 2017年3月16日  | ISBN 978-986-470-848-2 |
| 7    | 2016年12月31日 | ISBN 978-4-08-880897-0 | 2017年8月23日  | ISBN 978-986-482-550-9 |
| 8    | 2017年7月4日   | ISBN 978-4-08-881130-7 | 2018年1月15日  | ISBN 978-986-486-603-8 |
| 9    | 2018年2月2日   | ISBN 978-4-08-881352-3 | 2018年5月21日  | ISBN 978-957-26-0756-5 |
| 10   | 2018年8月2日   | ISBN 978-4-08-881545-9 | 2018年11月22日 | ISBN 978-957-26-1717-5 |
| 11   | 2019年1月4日   | ISBN 978-4-08-881707-1 | 2019年10月18日 | ISBN 978-957-26-2611-5 |

## 電視動畫
2016年3月決定電視動畫化，由日本的Studio Pierrot、集英社、读卖电视台以及中国的腾讯动漫联合制作，於2017年1月份播映。另外天野明原畫展的特別企劃，前作《家庭教師HITMAN REBORN!》x《宇宙警探élDLIVE》的合作動畫將在會場上放映。

### 製作人員
- 原作：天野明
- 監督：古田丈司
- 助監督：田中智也
- 系列構成：竹內利光
- 角色設計、總作畫監督：HAN SEUNGAH
- 次要角色設計：松井啟一郎
- 美術監督：田村盛揮
- 美術設定：谷內優穗
- 色彩設計：垣田由紀子
- 編輯：坂本久美子
- 攝影監督：長田雄一郎
- CG監督：宮原洋平
- 顯示圖像：關香織
- 音響監督：高寺雄
- 音樂：高梨康治（Team-MAX）
- 音響製作：HALF H·P STUDIO
- 動畫製作：Studio Pierrot
- 製作：「élDLIVE」製作委員會（YTE、Tencent Japan、ぴえろ、ディーライツ）

### 主題曲
片頭曲「Our sympathy」
作詞：UiNA，作曲：小高光太郎、UiNA，編曲：小高光太郎，主唱：+α/あるふぁきゅん。
片尾曲（第2～10、12話）
作詞、作曲、主唱：The Super Ball，編曲：soundbreakers
第1、11話未使用。

### 各話列表
| 話數   | 日文標題 | 中文版标题            | 劇本     | 分鏡     | 演出       | 作畫監督                                    | 總作畫監督              | 改編自原作漫畫 |
| ------ | -------- | --------------------- | -------- | -------- | ---------- | ------------------------------------------- | ----------------------- | -------------- |
| 第1話  |          | 宙太與聲音與錄用考試  | 竹内利光 | 古田丈司 | 田中智也   | HAN SEUNGAH、武智敏光 沼田久美子            | HAN SEUNGAH             |                |
| 第2話  |          | 超酷宇宙女孩          | 竹内利光 | 古田丈司 | 松本正幸   | 阿部達也、北村晋哉 HAN SEUNGAH              | HAN SEUNGAH             |                |
| 第3話  |          | 追踪盗贼              | 竹内利光 | 田中智也 | 鈴木孝聰   | 小澤圓、日高真由美                          | 沼田久美子              |                |
| 第4話  |          | 來自過去的追擊者 其一 | 竹内利光 | 大久保朋 | 大久保朋   | 山崎展義、HAN SEUNGAH 沼田久美子、北村晋哉  | 高木潤                  |                |
| 第5話  |          | 來自過去的追擊者 其二 | 竹内利光 | 黑川智之 | 黑川智之   | 阿部達也、沼田久美子                        | 沼田久美子              |                |
| 第6話  |          | 能夠堅信的事情 其一   | 加藤還一 | 田中智也 | 田中智也   | 小泉孝司、大久保美香                        | HAN SEUNGAH             |                |
| 第7話  |          | 能夠堅信的事情 其二   | 竹内利光 | 松本正之 | 松本正之   | 香西千海、野澤吉樹                          | 山本航                  |                |
| 第8話  |          | 能夠堅信的事情 其三   | 竹内利光 | 吉田丈司 | 朝倉カイト | 阿萬和俊、高柳久美子                        | HAN SEUNGAH             |                |
| 第9話  |          | 美鈴的謊言            | 加藤還一 | 金森陽子 | 山本貴之   | 島田英明、細田沙織 谷口繁則                 | 沼田久美子              |                |
| 第10話 |          | 捕捉那張臉            | 加藤還一 | 田中智也 | 鈴木孝聰   | 阿部達也、北村晋哉 高木潤                   | HAN SEUNGAH             |                |
| 第11話 |          | 你的聲音…             | 竹内利光 | 吉田丈司 | 黑川智之   | 小澤早依子、小泉孝司 大久保美香、沼田久美子 | 沼田久美子              |                |
| 第12話 |          | 我們的共鳴            | 竹内利光 | 古田丈司 | 田中智也   | HAN SEUNGAH、高柳久美子 阿萬和俊、松井章    | HAN SEUNGAH、高柳久美子 |                |

### 播放單位
| 播放日期                | 播放時間           | 播放電視台     | 播放地區   | 備註                |
| ----------------------- | ------------------ | -------------- | ---------- | ------------------- |
| 2017年1月8日 - 3月26日  | 週日 22:00 - 22:27 | 東京都會電視台 | 東京都     |                     |
| 2017年1月9日 - 3月27日  | 週一 26:04 - 26:34 | 福岡放送       | 福岡縣     |                     |
|                         | 週一 27:00 - 27:33 | 讀賣電視台     | 近畿廣域圈 | 『MANPA』第3部      |
| 2017年1月10日 - 3月28日 | 週二 26:34 - 27:04 | 札幌電視台     | 北海道     |                     |
|                         | 週二 27:00 - 27:30 | BS11           | 日本全域   | BS放送 / 『ANIME+』 |
| 2017年1月11日 - 3月29日 | 週三 27:16 - 27:46 | 中京電視台     | 中京廣域圈 |                     |
| 2017年5月24日 - 6月4日  | 每天 18:30 - 19:00 | Animax         | 臺灣       | 有重播時段          |

| 刊登期間               | 刊登時間 | 刊登網站           | 備註            | 2017年1月11日 - 3月29日 |
| ---------------------- | --- | ------------------ | --------------- | ----------------------- |
| 週三 12:00 更新        | Hulu、dTV、U-NEXT、Anime放題、milplus GYAO! Store、光明電視台、樂天SHOWTIME 樂天下載、DMM.com、萬代頻道、Niconico動画、acTVila GIGA.TV、Happy Anime 動画、Movie Full Plus、Google Play電影 |                    |                 | 週三 23:00 - 23:26      |
| AbemaTV 新作電視動畫ch | | 2017年1月12日 -    | 週四 12:00 更新 | TSUTAYA TV              |
|                        | 2017年1月15日 - | 週日 22:30 - 23:00 | Niconico生放送  |                         |

### BD / DVD
| 卷數 | 發售日期      | 收錄話數  | 規格編號  | 規格編號  |
| 卷數 | 發售日期      | 收錄話數  | BD        | DVD       |
| ---- | ------------- | --------- | --------- | --------- |
| 1    | 2017年3月29日 | 第1－4話  | TKXA-1121 | TKBA-5351 |
| 2    | 2017年5月17日 | 第5－8話  | TKXA-1122 | TKBA-5352 |
| 3    | 2017年6月28日 | 第9－12話 | TKXA-1123 | TKBA-5353 |

## 外部連結
- 「élDLIVE宇宙警探」官方網頁（页面存档备份，存于） （日語）
- 電視動畫化決定！élDLIVE宇宙警探 - 少年Jump+（页面存档备份，存于）（日語）
- 「élDLIVE宇宙警探」電視動畫官方網頁（页面存档备份，存于）（日語）
- 《宇宙警探élDLIVE》在线漫画（页面存档备份，存于） （简体中文）
- 《宇宙警探》动画中文官方网站（页面存档备份，存于） （简体中文）